# المهرج المتوج
المهرج المتوج (بالكورية: 왕이 된 남자)؛ هو مسلسل تلفزيوني كوري جنوبي من بطولة يو جين غو ولي سي يونج. عرض المسلسل على قناة تي في إن في 7 يناير حتى 4 مارس 2019.

## روابط خارجية
- المهرج المتوج على موقع IMDb (الإنجليزية)
- المهرج المتوج على موقع نتفليكس (الإنجليزية)
- المهرج المتوج على موقع كينوبويسك (الروسية)
- المهرج المتوج على موقع قاعدة بيانات الفيلم (الإنجليزية)